# 菅原義治

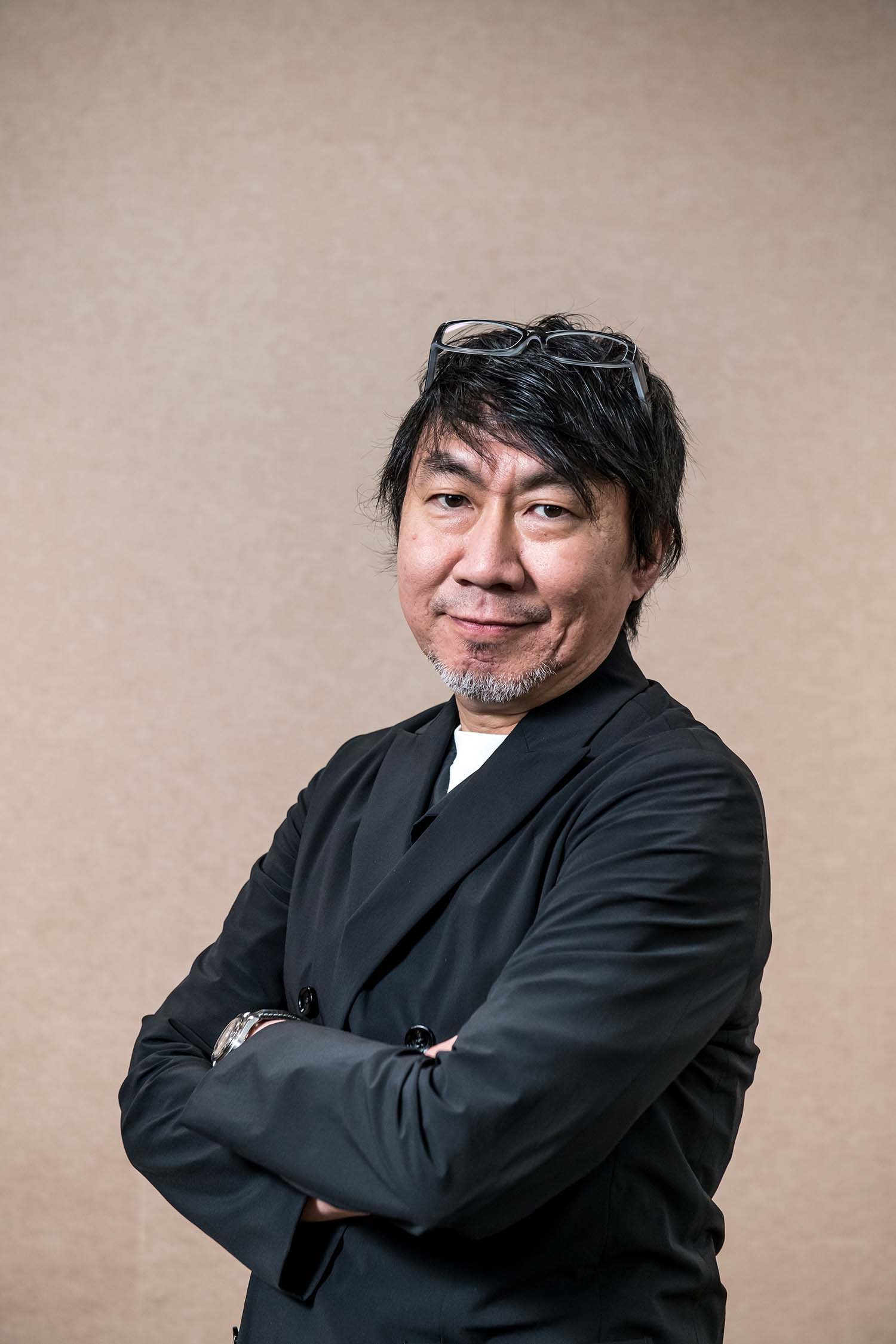

菅原 義治（すがわら よしはる）は、日本のインダストリアルデザイナー。
1952年に創業した日本のデザインファーム草分け、GKデザイングループの一員である。株式会社ジイケイダイナミックス（GK Dynamics）の代表取締役社長、株式会社GKデザイン機構取締役副社長、オランダのGK Design Europe BV CEO、米国のGK Design International Inc.取締役。

## 経歴
父親はダカール・ラリー連続出場ギネス記録を保有する国際ラリーストの菅原義正。同じく国際ラリーストの菅原照仁は異母弟。
幼少期より、2輪/4輪レース、多種多彩な国内外の自動車、特殊技能者たちが身近にいる生活環境で過ごした影響にくわえ、イタリアのデザイナー、ジョルジェット・ジウジアーロ氏が手掛けたカーデザインから強く感銘を受けてデザイナーを志した。
立教大学経済学部・経営学科で会社経営について学ぶ傍ら、学校法人アーバンデザインカレッジ　自動車デザイン科に通い、1991年3月に両校を卒業。経済学士。株式会社ジイケイダイナミックスでは、クライアントであるヤマハ発動機株式会社が国内外で販売する多様な製品をデザインした。GK Design International Inc.では一度目の駐在期間中に主要メンバーとして同社のアトランタスタジオ新規開設に尽力した。2011年の二度目の駐在期間では、4年間でリーマンショック後のＶ字回復に貢献。現在は日欧米にある４社のグループ会社経営を担い、陣頭指揮をとっている。2017年からグッドデザイン賞の審査員を務め、2018年から審査員ユニットリーダーとなる。2018年にインドのCII Design Excellence AwardsとIndia Design Markの審査員、そして2020年からドイツのiF Design Awards審査員。米国の意匠特許を3件保有。2018年6月、国際交通安全学会誌（IATSS Review）に「インテリジェントなモーターサイクルの未来とそのデザイン」を寄稿。
30年以上、パーソナルモビリティを中心とするインダストリアルデザインに携わる。そのうち15年間はアメリカ市場向けの市街地走行用2輪、未舗装路走行用4輪、雪原走行用スノーモービルやゴルフ場用ゴルフカーのスタイリングデザインを担当した。30年のキャリアで担当したヤマハ発動機（株）の製品名、1991〜1997年 発電機EFシリーズ、汎用エンジン、ゴルフカー（TurfMate）電磁誘導モデル、ATV/4輪バギー（Kodiak）※ヤマハ発動機社長賞受賞、スノーモービル（VMAX700)、ブラジル向け2輪（TDM250）、アメリカ向け大型2輪（Venture）。1998〜2007年 ATV/4輪バギー（Big Bear、Raptor、Grizzly、Bruin、Kodiak、YFZ450）、スノーモービル（RX-1）、アメリカ向け大型2輪（Roadliner)、ゴルフカー（ProHouler、U-MAX、Drive）、SSV/2人乗り4輪バギー（Rhino、YXZ 1000R)。その他、先行研究開発車両デザイン、東京モーターショー展示車両デザイン、未来事業コンセプト立案など多数のプロジェクトに携わってきた。

## 賞与
- 2013年にRed Dot Awardの特別賞を受賞。
- 2017年より日本グッドデザイン賞審査員。
- 2018年 India Design Mark 審査員。
- 2020年 iF Design Awards 審査員。
- 2020年 CII Awards, Design Excellence Awards審査員